# Chromatische harp

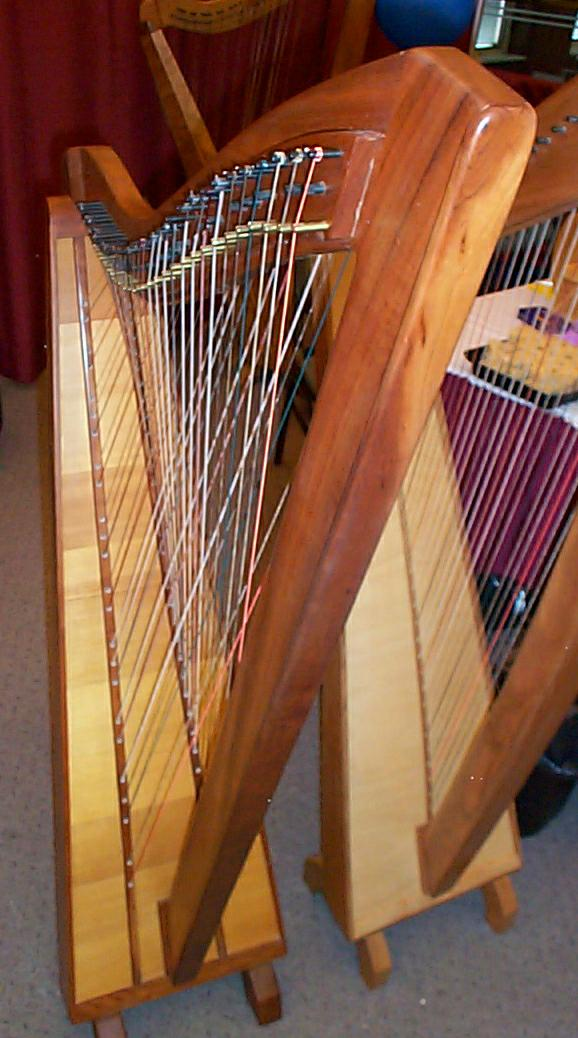
Kruislings besnaarde Chromatische harp

De chromatische harp is een type harp dat speciaal ontworpen is om muziek met chromatische toonladders te spelen.
De harp bestaat uit een klankkast met twee zuilen en twee rijen kruiselings gespannen snaren waarvan een rij een halve toon hoger is gestemd.
Doorgaans heeft een chromatische harp een 75-tal snaren in totaal.
Deze harp werd aan het einde van de 19de eeuw uitgevonden in navolging op de techniek van de pianobouwers Pape en Ignaz Pleyel om de snaren kruiselings te spannen, en wordt tot op de dag van vandaag bespeeld. Sommige muziekstukken kunnen slechts met een chromatische harp gespeeld worden.